# ジョジー・マラン
ジョジー・マラン（英語: Josie Maran、1978年5月8日 - ）は、アメリカ合衆国カリフォルニア州メンローパーク出身のモデル・女優である。化粧品会社であるメイベリンの顔としても知られている。

## 来歴
12歳でスカウトされてモデルとして活躍。17歳でエリート・モデル・マネジメントと契約し高校卒業後もモデルを続けるが、身長170.2cmと、ショー・モデルとしては背が低かったため、主に広告の分野で活躍した。バックストリート・ボーイズのビデオクリップにも出演した。
2001年からインディペンデント映画を初めとして女優としても活動。2004年には「ヴァン・ヘルシング」でドラキュラの花嫁の一人を演じた。2005年に発売されたレースゲームの「ニード・フォー・スピード モスト・ウォンテッド」ではヒロインのミア役を演じた。
写真家のAli Alborziと結婚し2人の娘がいる。

## 主な出演作品
- Swatters (2002)
- The Mallory Effect (2002)
- ヴァン・ヘルシング Van Helsing (2004)
- カレの嘘と彼女のヒミツ Little Black Book (2004)
- アビエイター The Aviator (2004)
- The Confession (2005)  ※短編
- The Gravedancers (2006)